# USS Pringle (DD-477)
USS Pringle (DD-477) là một tàu khu trục lớp Fletcher được Hải quân Hoa Kỳ chế tạo trong Chiến tranh Thế giới thứ hai. Nó là chiếc tàu chiến duy nhất của Hải quân Mỹ được đặt theo tên Phó đô đốc Joel R. P. Pringle (1873–1932), người tham gia Chiến tranh Thế giới thứ nhất. Nó hoạt động cho đến gần cuối Thế Chiến II, bị máy bay tấn công cảm tử Kamikaze đánh chìm ngoài khơi Okinawa ngày 16 tháng 4 năm 1945. Nó được tặng thưởng mười Ngôi sao Chiến trận trong Thế Chiến II.

## Thiết kế và chế tạo
Pringle được đặt lườn tại Xưởng hải quân Charleston vào ngày 31 tháng 7 năm 1941. Nó được hạ thủy vào ngày 2 tháng 5 năm 1942; được đỡ đầu bởi bà John D. H. Kane; và nhập biên chế vào ngày 15 tháng 9 năm 1942 dưới quyền chỉ huy của Hạm trưởng, Thiếu tá Hải quân Harold O. Larson.
Pringle là một trong số ba tàu khu trục lớp Fletcher được hoàn tất với một máy phóng dành cho thủy phi cơ, trong kế hoạch tổng cộng sáu chiếc; những chiếc kia là USS Stevens và USS Halford. Máy phóng và một cần cẩu được đặt ngay phía sau ống khói số 2, ở chỗ ống phóng ngư lôi số 2, bệ pháo 5 inch số 3, và tầng 2 của boong sau vốn thường mang một khẩu đội 40 mm phòng không nòng đôi trên đa số những chiếc trong lớp. Khẩu đội 40 mm nòng đôi được chuyển đến đuôi tàu, ngay trước các đường ray thả mìn sâu, nơi đa số những chiếc trong lớp bố trí các khẩu đội 20 mm. Dự định  sẽ sử dụng những chiếc thủy phi cơ để trinh sát cho chi hạm đội khu trục mà các con tàu này được bố trí. Nó sẽ được phóng lên bằng máy phóng, hạ cánh trên biển cạnh con tàu, và được thu hồi bằng cần cẩu máy bay. Pringle là chiếc đầu tiên trong số năm chiếc được trang bị máy phóng để hoạt động; do gặp vấn đề về thiết kế cần cẩu, nó không thể thu hồi chiếc thủy phi cơ Kingfisher. Hai chiếc chế tạo trong năm 1943, Stevens và Halford, có cần cẩu được thiết kế lại. Stevens trở thành chiếc đầu tiên trong số năm chiếc phóng và thu hồi thành công máy bay. Tất cả cuối cùng đều được cải biến trở lại cấu hình tiêu chuẩn của lớp Fletcher.

## Lịch sử hoạt động
Sau khi hoàn tất chạy thử máy, Pringle tham gia Đoàn tàu vận tải ON-154 tại một điểm hẹn giữa Đại Tây Dương vào ngày 1 tháng 1 năm 1943 để hộ tống chúng trong chặng đường đi đến Halifax, Nova Scotia. Trong nhiệm vụ này, nó là chiếc tàu khu trục Hoa Kỳ đầu tiên sử dụng máy bay với máy phóng. Chiếc thủy phi cơ được phóng lên để tìm kiếm tàu ngầm đối phương. Việc thu hồi máy bay trong hoàn cảnh thời tiết lúc này đối với một con tàu với kích cỡ như Pringle là một thử thách thực sự.
Vào ngày 6 tháng 2, Pringle lên đường đi sang khu vực Mặt trận Thái Bình Dương. Đi đến ngoài khơi Guadalcanal vào ngày 30 tháng 5, nó nhận nhiệm vụ tuần tra ngoài khơi khu vực quần đảo Solomon, và trong đêm 17-18 tháng 7, nó tham gia cùng các tàu khu trục Waller và Saufley tấn công ba tàu khu trục Nhật Bản ngoài khơi Vanga Point, Kolombangara. Nó đã bắn trúng nhiều quả ngư lôi vào đối phương và bắn rơi một máy bay Nhật Bản.
Khi Chiến dịch quần đảo Solomon tiếp nối vào tháng 8, Pringle bảo vệ cho các đơn vị phía trước thuộc lực lượng tấn công đổ bộ lên Vella Lavella, hộ tống các tàu đổ bộ LST đi qua eo biển Gizo, vào ngày 24 tháng 8 đã bảo vệ cho các hoạt động rải mìn ngoài khơi Kolombangara dưới tầm hỏa lực pháo của đối phương. Trong đêm 3-4 tháng 9, nó cùng tàu khu trục Dyson càn quét tấn công các sà lan Nhật Bản giữa Gambi Head, Choiseul và Kolombangara, đánh chìm được ba chiếc.
Đang khi hộ tống Đội đặc nhiệm 31.7 đi vào vịnh Nữ hoàng Augusta, đảo Bougainville vào ngày 11 tháng 11, mười ngày sau cuộc đổ bộ đầu tiên lên đây, Pringle bắn rơi một máy bay đối phương và làm hư hại một chiếc khác. Nó tiếp tục hoạt động tại khu vực quần đảo Solomon trong những tháng tiếp theo, ngoại trừ một chuyến đi đến Sydney, Australia vào cuối tháng 1 năm 1944, càn quét bờ biển phía Tây Nam Bougainville vào đầu tháng 3, bắn phá các căn cứ và tàu bè sà lan đối phương. Trong Chiến dịch quần đảo Mariana và Palau diễn ra sau đó, nó làm nhiệm vụ bắn phá, tuần tra và chống tàu ngầm; và trong các cuộc tấn công đổ bộ lên Saipan và Tinian, nó làm nhiệm vụ bắn pháo hỗ trợ gần. Sau đó chiếc tàu khu trục quay trở về San Francisco, California để đại tu, tái trang bị và nghỉ ngơi.
Sau khi được đại tu tại Xưởng hải quân Mare Island, Pringle khởi hành đi Trân Châu Cảng vào ngày 19 tháng 10, rồi lại lên đường từ đây vào ngày 10 tháng 11 để hướng đến Philippines, tham gia cuộc đổ bộ chiếm đóng tiếp theo. Trong các ngày 27 và 28 tháng 11, nó bắn phá các vị trí đối phương trên bờ gần vịnh Ormoc thuộc đảo Leyte, bắn rơi một máy bay đối phương cùng ngày hôm đó. Đến ngày 28 tháng 11, nó phối hợp cùng các tàu khu trục Saufley, Waller và Renshaw đánh chìm tàu ngầm Nhật I-46.
Pringle chịu đựng cuộc không kích ác liệt nhất khi nó hộ tống một đoàn tàu tiếp liệu đi Mindoro từ ngày 27 đến ngày 30 tháng 12; nhiều chiếc trong đoàn tàu đã bị đánh chìm, và chiếc tàu khu trục đã bắn rơi hai máy bay tấn công. Vào ngày 30 tháng 12, một máy bay tấn công cảm tử Kamikaze đã đâm vào phía sàn sau con tàu, khiến 11 người thiệt mạng và 20 người khác bị thương, phá hủy hoàn toàn một khẩu đội Bofors 40 mm và gây hư hại cho hai khẩu pháo 5 inch.
Sau khi được sửa chữa, Pringle quay trở lại hoạt động vào tháng 2 năm 1945, hộ tống các tàu vận tải đi Iwo Jima cho cuộc đổ bộ lên hòn đảo này vào ngày 17 tháng 2, rồi bắn pháo hỗ trợ cho binh lính Thủy quân Lục chiến trên bờ. Quay trở về Ulithi vào ngày 4 tháng 3, nó chuẩn bị cho cuộc đổ bộ tiếp theo lên Okinawa.
Pringle hoạt động cùng Đội khu trục 90 trong vai trò bảo vệ khu vực vận chuyển, hỗ trợ cho các tàu quét mìn cũng như hỗ trợ hỏa lực cho cuộc tấn công. Được điều sang nhiệm vụ cột mốc radar canh phòng vào ngày 15 tháng 4, nó bắn rơi hai máy bay Kamikaze vào ngày 16 tháng 4 trước khi một chiếc thứ ba đâm trúng cầu tàu và xuyên xuống sàn chính ở cấu trúc thượng tầng cạnh ống khói phía trước. Một quả bom 1.000 pound hay hai quả bom 500 pound  mang theo đã xuyên qua sàn tàu và kích nổ, gây một vụ nổ lớn khiến vỡ đôi con tàu tại phòng nồi hơi phía trước. Con tàu đắm chỉ sáu phút sau đó, để lại 258 người sống sót.

## Phần thưởng
Pringle được tặng thưởng mười Ngôi sao Chiến trận do thành tích phục vụ trong Thế Chiến II.